# Louis-Constant Ermel
Louis-Constant Ermel (1796-1871) est un compositeur.

## Biographie
D'une famille de facteurs d'orgues et de clavecins, Louis-Constant Ermel est le fils du facteur, pianiste et compositeur Symphorien Ermel (1761-1842) et le petit-fils du peintre de la marine Jean-Baptiste Tency (nl) (1746-1811).
Il entre au Conservatoire de Paris en 1819, obtenant le 2e prix d'harmonie cette même année, le 2e prix de piano en 1820 et le 1er prix de piano 1821. 
Il est prix de Rome en 1823 en pensionnaire de l'Académie de France à Rome.

## Sources
- Notices d'autorité :   - VIAF
  - BnF (données)
  - GND
- Ressources relatives à la musique :   - MusicBrainz
  - Répertoire international des sources musicales
- Notice dans un dictionnaire ou une encyclopédie généraliste :   - Deutsche Biographie
- Enciclopèdia Espasa, vol. 20, p. 501.  (ISBN 84-239-4520-0)